# 富文 (1921年)
富文（1921年4月—2011年6月28日），男，山西平陆人，中华人民共和国政治人物，曾任中共新疆维吾尔自治区党委常委，新疆维吾尔自治区政协副主席。